# إسحاق بن إبراهيم بن هانئ
أبو يعقوب إسحاق بن إبراهيم بن هانئ الثقفي النيسابوري (218 هـ - 275 هـ)، من أصحاب أحمد بن حنبل.

## سيرته
ولد في بغداد في أول يوم من شهر رمضان سنة 218 هـ. نشأ إسحاق بن إبراهيم في بيت علم وورع وفقه، فأبوه إبراهيم بن هانئ صاحب أحمد، نقل عنه مسائل، وقد اختفى عنده أحمد أيام المحنة، وكان لإسحاق اختصاص بأحمد بن حنبل، حيث خدمه وهو ابن تسع سنين، وكان أحمد يأتي إلى دارهم ويأكل عندهم، ويتبسط في منزلهم. وكان إسحاق بن إبراهيم يشارك أحمد في المأكل والإقامة في بيته، وكان أحمد يكلفه بأموره الخاصة. وأخذ عنه علما وافرا، ومن يطالع مسائله يرى مدى استفادته منه في شتى العلوم، في الأحكام، والمعاملات، والأخلاق، والعقائد، والتاريخ، ومعرفة العلل والرجال، وغيرها من العلوم.
مات ببغداد سنة 275 هـ.

## شيوخه
- أحمد بن حنبل.
- أبيه إبراهيم بن هانئ.[9]
- ابن زنجويه.[10]

## تلاميذه
- عبد الله بن سليمان الفامي.
- عبد الله بن محمد بن زياد النيسابوري.
- محمد بن أبي هارون المعروف بزريق الوراق.[3]

## مؤلفاته
- مسائل الإمام أحمد بن حنبل رواية إسحاق بن إبراهيم بن هانئ النيسابوري (مسائل ابن هانئ).[11]